# Alfonse Henry Heller
Alfonse (Alfonso) Henry Heller (1894 -Managua, 1973) fue un ingeniero en minas, y botánico amateur estadounidense de origen alemán. Tras jubilarse en su exitosa empresa de ingeniería de minas, a los 62 años se trasladó a Nicaragua, donde desarrolló actividades científicas en fanerógamas. Murió de un infarto cardiaco en 1973, mientras regaba el jardín de su gran finca, en las colinas que dominan Managua.

## Algunas publicaciones
- alfonso h. Heller. 1969. A New Odontoglossum from Nicaragua. Fieldiana: Botany. Vol. 1072 de Publication. Editor Field Museum of Natural History, 3 pp.
- ---------------------------. 1968. A New Eurystyles from Nicaragua. Fieldiana: Botany 31 (12) Editor Field Museum of Natural History, 3 pp.

### Libros
- alfonso h. Heller, donald r. Simpson, louis o. Williams, patricio ponce de León, sidney f. Glassman. 1970. Revision of the Genus Vascellum (Lycoperdaceae). Fieldiana: Botany. Editor Field Museum of Natural History, 17 pp.
- ---------------------------, et al. 1970. A Conspectus of the Palm Genus Butia Becc., Fieldiana: Botany 32 ( 1-16) Editor Field Museum of Natural History, 17 pp.
- ---------------------------. 1968. Three New Nicaraguan Epidendrums. Fieldiana: Botany 1053. Editor Field Museum of Natural History, 711 pp.

## Eponimia
- (Orchidaceae) Dressleria helleri Dodson[3]
- (Orchidaceae) Telipogon helleri (L.O.Williams) N.H.Williams & Dressler[4]

## Biografía
Alfonse vivió en California la mayor parte de su vida hasta que se mudó a Nicaragua. Tuvo tres esposas, Regina, Dorothy y Christianne, y seis hijas: Mary Gene, Pat, Joan, Carolyn, Terry y Christine.